# دون بردلی
دون بردلی (انگلیسی: Don Bradley; ۱۱ سپتامبر ۱۹۲۴ – ۲۶ ژوئن ۱۹۹۷) بازیکن فوتبال اهل بریتانیا بود.
از باشگاه‌هایی که در آن بازی کرده‌است می‌توان به باشگاه فوتبال وست برومویچ آلبیون و باشگاه فوتبال منزفیلد تاون اشاره کرد.